# Bailey Willis
Bailey Willis (31 mars 1857 à Idle Wild-on-Hudson, New York, États-Unis - 19 février 1949 à Palo Alto, Californie) est un ingénieur géologue qui travaille pour l'United States Geological Survey (USGS) et enseigne à deux grandes universités américaines. Il joue également un rôle clé dans la désignation du mont Rainier comme parc national en 1899. Après s'être plus tard concentré sur la Sismologie, il devient l'un des plus grands experts mondiaux des tremblements de terre de son temps.

## Jeunesse et famille
Bailey Willis est né le 31 mars 1857, fils du poète et éditeur Nathaniel Parker Willis et de Cornelia Grinnell Willis. Il est le frère de Grinnell Willis (en). Son père est mort alors qu'il n'a que dix ans. À l'âge de treize ans, il part en Angleterre et en Allemagne pour quatre ans de scolarité, et acquiert ainsi la maîtrise de l'allemand à une époque où de nombreux textes scientifiques ne sont disponibles que dans cette langue. Il entre à l'Université Columbia et, en cinq ans, termine ses études avec les diplômes d'ingénieur mécanique (1878) et civil (1879).
Willis épouse sa cousine, Altona Grinnell, en 1882, mais elle est décédée en 1896. Le couple a deux enfants, Marion, décédée en bas âge, et Hope, plus tard Mrs. Seward H. Rathbun. En 1898, il épouse Margaret Baker, fille de Frank Baker de l'Université de Georgetown, qui est également surintendante du Parc zoologique national de Washington Ils ont Cornelius G. Willis, Robin Willis et Margaret (Mme. Donald F.) Smith. La famille vit pendant de nombreuses années sur le campus de l'Université Stanford. Margaret Willis est décédée en 1941.

## Carrière
Après avoir obtenu des diplômes en génie minier et en génie civil, Willis travaille de 1881 à 1884 comme géologue d'arpentage pour le Northern Pacific Railway à la recherche de sources de charbon. Appelé le "boy boss" par les équipes de travail lors de son travail de recherche de charbon, il commence à étudier la géologie du mont Rainier, de la chaîne des Cascades et des Montagnes Rocheuses. De 1884 à 1915, il travaille pour l'USGS, étant nommé directeur de la division des Appalaches en 1889. En 1893, il publie "The Mechanics of Appalachian Structure" dans le Report of the United States Geological Survey. De 1895 à 1902, il enseigne la géologie à l'Université Johns-Hopkins. En 1900, il est nommé chef de la division de géologie spatiale de l'USGS. En 1903, il reçoit une bourse de 12 000 $ de la nouvelle institution Carnegie de Washington pour mener une expédition dans le nord de la Chine, une expérience qui est décrite plus tard dans son livre Friendly China. De 1910 à 1914, il consulte pour le gouvernement de l'Argentine une expérience enregistrée plus tard dans son livre A Yanqui in Patagonia. À son retour aux États-Unis en 1915, il est nommé chef du département de géologie de l'université Stanford. Il mène une vigoureuse campagne publique dans les années 1920 pour sensibiliser aux risques de tremblement de terre et aux pratiques de construction sécuritaires. On prétend que bon nombre des premiers codes de construction de la Californie sont inspirés par des expériences réalisées par Willis sur une "table sismique" à l'Université de Stanford. Willis, préoccupé par les dangers des tremblements de terre, convainc les ingénieurs de creuser plus profondément les fondations de la tour sud du Pont du Golden Gate. Après avoir terminé son travail avec l'USGS, il est nommé professeur et président du département de géologie de l'Université Stanford, où il sert jusqu'en 1922. En 1920, il est élu à l'Académie nationale des sciences. Il est président de la Seismological Society of America de 1921 à 1926, période pendant laquelle il publie ses Structures géologiques. Il est président de la Société américaine de géologie en 1928,. Le 11 juillet 1927, alors qu'il est au Caire, en Égypte, il apprend qu'un tremblement de terre destructeur a frappé la Terre sainte. Le lendemain, il prend un vol privé du Caire à la Palestine, fait des observations des sites touchés et y reste plusieurs jours pour enquêter plus avant. Un an plus tard, il publie ses découvertes dans le Bulitin of Seismological Society of America. En 1928, il publie "Continental Drift" dans le SP 2 : Theory of Continental Drift, de l' American Association of Petroleum Geologists, où il rejette la théorie. En 1932, il publie "Isthmian Links"  dans le Bulletin de la Geological Society of America.
Il reçoit un doctorat honorifique de l'Université de Berlin et la médaille d'or de la Société de géographie de France en 1910, la Légion d'honneur, Belgique, en 1936, et en 1944, il reçoit la médaille Penrose par la Société américaine de géologie. De 1921 à 1927, il est président de la Société de sismologie.
Le mur Willis sur la face nord du mont Rainier porte son nom .